# Reformierte Kirche Koblenz

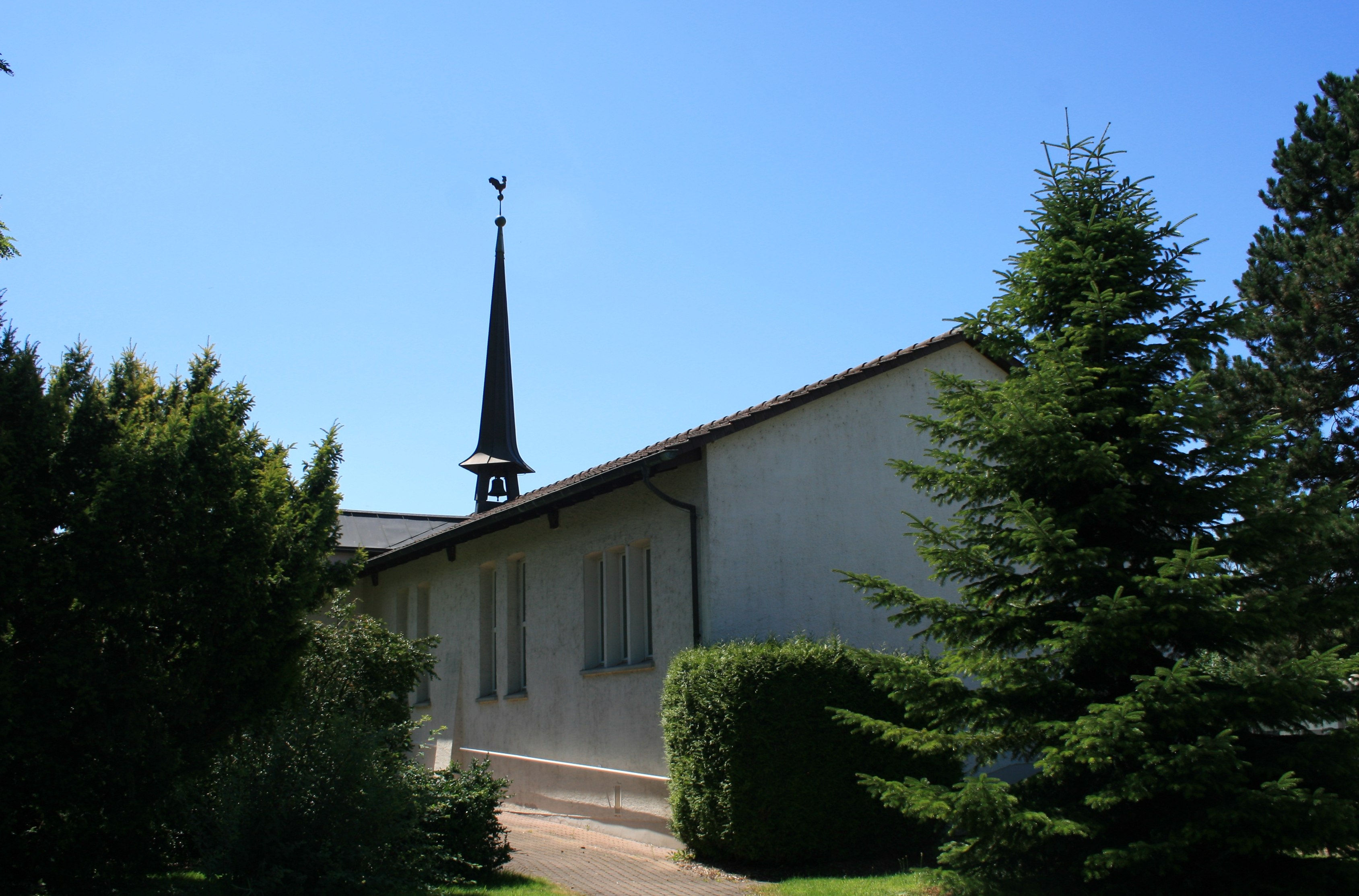
Reformierte Kirche Koblenz

Die Reformierte Kirche Koblenz ist eine reformierte Diasporakirche in der Schweizer Gemeinde Koblenz im Kanton Aargau.

## Geschichte
Koblenz war auch nach der Reformation zunächst eine rein römisch-katholische Gemeinde. Aufgrund des Zuzugs von Reformierten ins Dorf entstand 1926 die reformierte Kirchgenossenschaft Koblenz, die Vorgängerin der heutigen Kirchgemeinde. Diese war Ende der 1930er Jahre in der Lage, nach Plänen des Zürcher Architekten Walter Henauer eine eigene Kirche zu bauen, die 1940 eingeweiht wurde. 1960 wurde die zweimanualige Metzler-Orgel im Chorraum mit 13 Registern eingeweiht und 2022 durch Orgelbau Hauser renoviert und umintoniert.